# 埃尔默胶

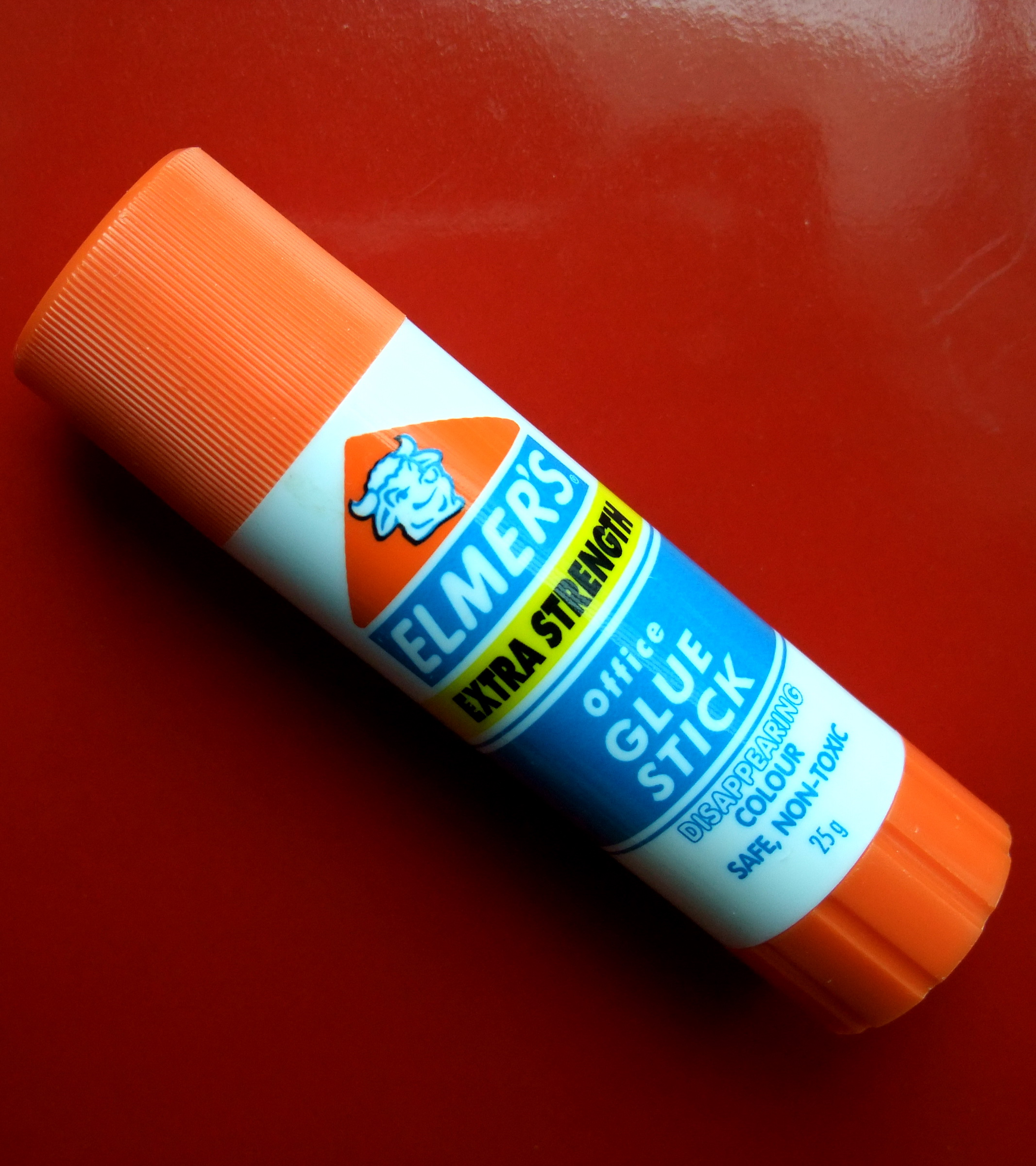
埃爾默唇膏漿糊筆

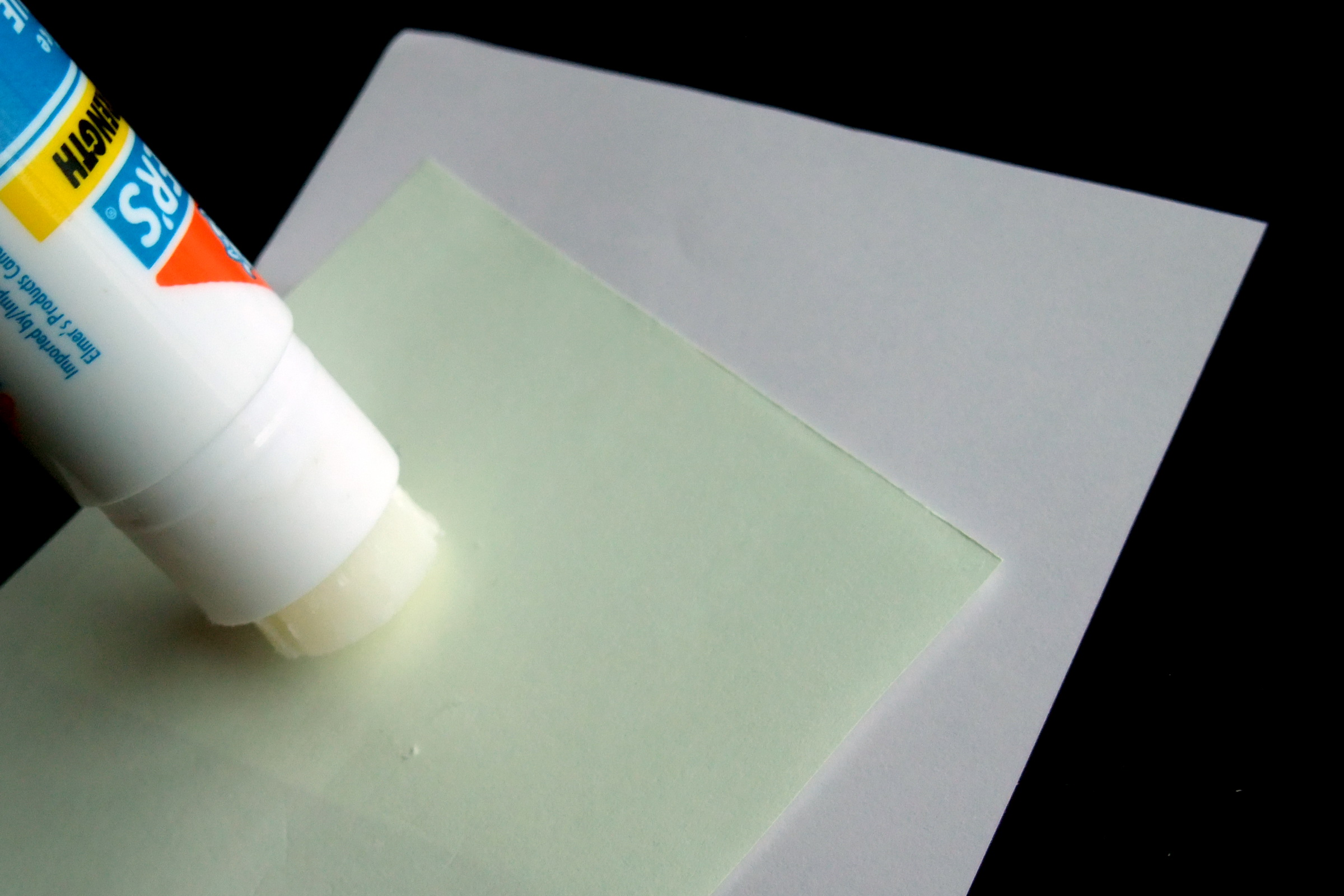
唇膏漿糊筆使用中

埃爾默膠是美國埃爾默公司(Elmer's Products, Inc.)所出產的一系列的黏合劑之一。公司總部設於俄亥俄州的首府哥倫布。埃爾默的商標為一支名為埃爾默(Elmer)的公牛，因此埃爾默亦稱為「牛頭牌」。
埃爾默公司從1947年即開始出產白膠漿，根據該公司指出，目前每週有超過4700萬小學生在使用埃爾默膠。

## 資料來源
1. ↑  埃爾默公司網站，2011年1月11日。(英文).   [2011-01-11]. （原始内容存档于2010-12-20）.

## 外部連結
- 埃爾默公司網站